# Zlatá deska
Zlatá deska je ocenění, které předává hudební vydavatelství svému interpretovi za úspěšný prodej jejich děl.
V České republice jsou pro udělování zlatých desek společnosti IFPI stanovena tato kritéria (počty prodaných děl): V roce 2013 došlo v regionu střední Evropy ke snížení počtu prodaných kusů pro zisk zlaté desky (ČR původně 6 000 / 3 000 ks, Slovensko o 1 000 ks apod.).
- populární hudba
  - domácí album – 5 000
  - zahraniční album – 2 500
- klasická hudba a mluvené slovo – 5 000
- hudební video – 1 500

## Vývoj limitů pro udělení v Česku
Tabulka ukazuje vývoj limitů počtu prodaných kusů pro udělení zlaté desky v Česku.
| Typ                            | 1993   | 2000   | 2002   | 2009  | 2013  |
| ------------------------------ | ------ | ------ | ------ | ----- | ----- |
| Domácí album                   | 50 000 | 15 000 | 10 000 | 6 000 | 5 000 |
| Zahraniční album               | 25 000 | 10 000 | 5 000  | 3 000 | 2 500 |
| Klasická hudba a mluvené slovo | -      | -      | 5 000  | 5 000 | 5 000 |
| Hudební video (VHS, DVD)       | -      | 1 500  | 1 500  | 1 500 | 1 500 |

## Mezinárodní zlaté desky
| Země                   | Společnost | Zlatá deska za |
| ---------------------- | ---------- | -------------- |
| Čína                   | SARFT      | 20 000 ks      |
| Francie                | SNEP       | 50 000 ks      |
| Japonsko               | RIAJ       | 100 000 ks     |
| Kanada                 | CRIA       | 40 000 ks      |
| Maďarsko               | MAHASZ     | 2 000 ks       |
| Německo                | BVMI       | 100 000 ks     |
| Nový Zéland            | RIANZ      | 7 500 ks       |
| Polsko                 | ZPAV       | 15 000 ks      |
| Rakousko               | IFPI       | 10 000 ks      |
| Rusko                  | NFPP       | 25 000 ks      |
| Slovensko              | IFPI       | 2 000 ks       |
| Spojené království     | BPI        | 100 000 ks     |
| Spojené státy americké | RIAA       | 500 000 ks     |